# Popcorn Time
Popcorn Time is een multiplatform BitTorrent-client met een geïntegreerde mediaspeler. Popcorn Time kan worden gezien als een gratis alternatief voor betaalde streamingdiensten, zoals bijvoorbeeld Netflix. Popcorn Time maakt gebruik van "sequentieel downloaden" om media te streamen dat wordt weergegeven door verschillende torrentwebsites. Trackers van derden kunnen handmatig worden toegevoegd. De wettigheid van de software is afhankelijk van het rechtsgebied. De streamingdienst bracht op 5 januari 2022 het nieuws naar buiten dat Popcorn Time stopt.
Na de oprichting kreeg Popcorn Time snel positieve media-aandacht, waarbij sommige de app vergeleken met Netflix vanwege het gebruiksgemak. Na deze toename in populariteit werd het programma op 14 maart 2014 abrupt afgebroken door de oorspronkelijke ontwikkelaars, onder druk van de Motion Picture Association of America (MPAA). Sindsdien is het programma verschillende keren gevorkt met verschillende andere ontwikkelingsteams zoals het Butter Project om het programma te onderhouden en nieuwe functies te produceren. Het oorspronkelijke Popcorn Time-team onderschreef de popcorntime.io-vork en koos het als de opvolger van de officiële Popcorn Time vanaf augustus 2015. In oktober 2015 verkreeg de MPAA een gerechtelijk bevel van Canada om de Canadese programmeurs van popcorntime.io, te stoppen en verkreeg later de domeinnaam, hoewel het project opnieuw verscheen op een nieuwe website (popcorntime.sh).
Op 5 januari 2022 werd een populaire kopie van Popcorn Time stopgezet omdat het "te weinig gebruikt" zou zijn geweest.

## Geschiedenis
De eerste versie van Popcorn Time werd ontwikkeld door Argentijnse ontwikkelaars uit Buenos Aires met Node.js. Zij geloofden dat piraterij van films en series een probleem was dat door de industrie zelf gecreëerd werd door gebrek aan innovatie. Een systeem van rechten en restricties zorgde er volgens hen voor dat het aanbod inconsistent is in verschillende landen, zo was de film There's Something About Mary volgens de streamingdiensten in Argentinië blijkbaar een van de meest recente films.
Nadat er gedreigd werd met rechtszaken en andere juridische procedures besloten de originele ontwikkelaars het project te sluiten en de broncode openbaar te maken. Uit deze broncode werden verschillende alternatieven ontwikkeld.

## Actieve forks

### Popcorn Time CE
De website van de (toen) originele versie Popcorntime.io werd gesloten op last van de MPAA. Daardoor werd de originele Popcorn Time-app onbruikbaar. Op 2 december 2015 ging Popcorn Time CE, ook wel bekend als de Community Edition online op het domein popcorntime.ml. Inmiddels is de officiële website van het Popcorn Time CE-team popcorntimece.ch. De nieuwe versie is ontwikkeld op basis van de oude bronbestanden. Het doel was om de oude versie weer werkend te krijgen, door te verwijzen naar een andere bron voor de torrents.

### Torrents Time
De browser-plug-in Torrents Time is actief sinds begin 2016. Het bevat een torrentclient en een videospeler. Torrentwebsites als The Pirate Bay ondersteunen de plug-in.